# Rochester (Indiana)
Rochester is een plaats (city) in de Amerikaanse staat Indiana, en valt bestuurlijk gezien onder Fulton County.

## Demografie
Bij de volkstelling in 2000 werd het aantal inwoners vastgesteld op 6414.
In 2006 is het aantal inwoners door het United States Census Bureau geschat op 6460, een stijging van 46 (0.7%).

## Geografie
Volgens het United States Census Bureau beslaat de plaats een oppervlakte van
14,7 km², waarvan 11,8 km² land en 2,9 km² water. Rochester ligt op ongeveer 269 m boven zeeniveau.

## Plaatsen in de nabije omgeving
De onderstaande figuur toont nabijgelegen plaatsen in een straal van 20 km rond Rochester.